# Wuqiu
Wuqiu, Wuciou of Wuchiu is een kleine eilandengroep ten oosten van het Chinese vasteland. De archipel ligt in de Straat van Taiwan en bleef ook na december 1949 onder gezag van de Republiek China, toen die als gevolg van de Chinese Burgeroorlog de regeringszetel verplaatste van Nanking naar Taiwan. Bestuurlijk vormt de archipel een onderdeel van het district Kinmen (縣, xian). Dat district vormt een onderdeel van de provincie Fujian (Republiek China) dat onder gezag van Taipei staat. De Volksrepubliek China maakt aanspraak op de eilanden en beschouwt ze als deel van de onder haar bestuur staande provincie Fujian (China).

## Ligging

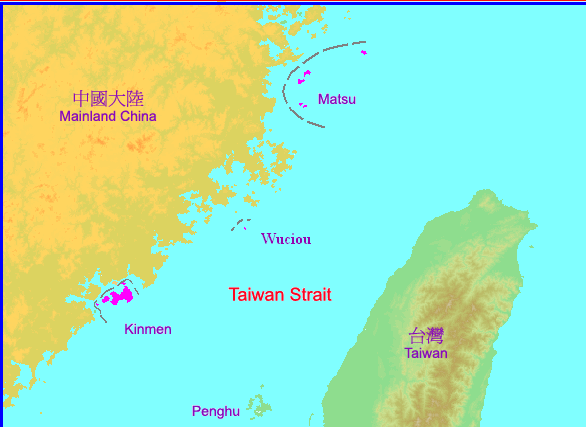
Wuqiu ligt halverwege Kinmen en Matsu

Wuqiu ligt 135 km ten westen van Taiwan, 133 km ten noordoosten van Quemoy, maar slechts 16 km ten zuidoosten van Nanri (南日), een eiland dat tot de Volksrepubliek China behoort. De eilandengroep heeft een oppervlakte van 2,6 km² en bestaat uit twee eilanden, Daqiu Yu (大坵嶼, Groot Qiu eilandje) en Xiaoqiu Yu (小坵嶼, Klein Qiu eilandje).

## Bevolking
Volgens de schatting van het ministerie van binnenlandse zaken van Taiwan van 31 december 2013 waren er 656 mensen op de eilandengroep geregistreerd (en op 31 december 2012 608). De eilandbewoners werken voor het merendeel op Taiwan, waardoor het feitelijke aantal bewoners tussen 40 en 50 ligt. Vanwege de nabijheid van het Chinese vasteland zijn er verder 400 mariniers gestationeerd.
De bewoners spreken een eigen dialect, Wuqiuhua (烏坵話). Dat staat ook bekend als Putianhua (莆田話), Xinghuahua (興化話) of als Meizhouhua (湄洲話), omdat het eveneens wordt gesproken op Meizhou. Dat eiland ligt 37 km ten westen van Wuqiu en wordt beschouwd als de geboorteplaats van Matsu, de taoïstische beschermgodin van zeelieden en reizigers. Van oudsher behoorde Wuqiu tot het Matsupaleis van Meizhou (湄洲媽祖廟, Meizhou Matsu Miao). Tussen beide eilanden bestaan echter geen verbindingen meer sinds Meizhou tot de Volksrepubliek behoort en Wuqiu tot Taiwan.

## Verbindingen
De enige verbinding tussen Wuqiu en Taiwan is een zes uur durende overtocht met een militair bevoorradingsschip, dat, voor zover het weer het toelaat, elke tien dagen op en neer vaart tussen Wuqiu en Taichung. Vanwege de strategische ligging moet elke reiziger die niet op Wuqiu staat geregistreerd, vooraf toestemming hebben van het ministerie van defensie om naar Wuqiu te mogen reizen. Er zijn geen directe verbinding tussen Wuqiu en Quemoy, hoewel Wuqiu bestuurlijk een onderdeel vormt van Quemoy.

## Lokaal bestuur
Wuqiu vormt een (plattelands)gemeente (鄉, xiang) van het district Kinmen en behoort tot de provincie Fujian van de Republiek China. Wuqiu is weer onderverdeeld in twee (plattelands)dorpen (村, cun): Daqiu Cun (大坵村) en Xiaoqiu Cun (小坵村). Aan het hoofd van de gemeente staat een magistraat die sinds het opheffen van de staat van beleg in november 1992 rechtstreeks voor vier jaar wordt gekozen. De magistraat wordt bijgestaan door een gemeenteraad.
Magistraten van de gemeente Wuqiu:
| nr. | Datum      | Naam van de magistraat               | Partij     | Gekozen met |
| --- | ---------- | ------------------------------------ | ---------- | --- |
|     | 1956-1994  | Yang Ruida (楊瑞大)                  |            | benoemd, niet gekozen |
| 4   | 29-01-1994 | Li Yi-Ciang (李毅強, Li Yiqiang)     | Kwomintang | |
| 5   | 24-01-1998 | Li Yi-Ciang (李毅強, Li Yiqiang)     | Kwomintang | 100% (herkozen, geen tegenkandidaat) |
| 6   | 26-01-2002 | Cai Yuan-Jhen (蔡元珍, Cai Yuanzhen) | Kwomintang | 49,78% |
| 7   | 3-12-2005  | Cai Yuan-Jhen (蔡元珍, Cai Yuanzhen) | Kwomintang | herkozen 50,16% 12-2006 verkiezing door Hof ongeldig verklaard wegens 'spookstemmers' |
| 7   | 23-12-2006 | Chen Xingqiu (陳興坵)                | Kwomintang | (tussentijdse verkiezing) |
| 8   | 6-12-2009  | Chen Xingqiu (陳興坵)                | Kwomintang | herkozen 51,87% |
| 9   | 2014       | Cai Yongfu (蔡永富)                  | Kwomintang | 66,67% |
| 10  | 2018       | Cai Yongfu (蔡永富)                  | Kwomintang | 100% (herkozen,geen tegenkandidaat) |
| 11  | 25-12-2022 | Cai Yanming (蔡燕明)                 | Partijloos | Trad pas aan na aanvullende eed op 13-1-2023, trad af wegens fraude op 27-06-2023. Voor de periode 25-12-2022 - 13-1-2023 bleef Cai Yongfu magistraat en voor de periode 28-6-2023 - 25-9-2023 was Xu Hongyi (徐鴻義, partijloos) waarnemend magistraat |
| 11  | 26-9-2023  | Cai Jinzhao (蔡金照)                 | Partijloos | 85,9% (tussentijdse verkiezing) |

De Volksrepubliek maakt aanspraak op de eilandengroep. Door Peking worden zij bestuurlijk beschouwd als een deel van het Xiuyu stadsdistrict (区, qu) van de Putian prefectuur (市, shi), die weer behoort tot de door de Volksrepubliek bestuurde provincie Fujian.
In 2002 verschenen er berichten in de pers dat Taipower (台電, tai dian), het staatsenergiebedrijf van Taiwan, de eilanden wilde gaan gebruiken als opslagplaats voor nucleair afval. Na verzet van de lokale bevolking heeft de centrale regering van dit plan afgezien.

## Bezienswaardigheid
Op het hoogste punt van Wuqiu bevindt zich een vuurtoren uit 1874 die is ontworpen door de Engelsman David Henderson. Uit strategische overwegingen wordt het baken in de toren echter niet meer gebruikt sinds 1953.